# Józef Kaiser (oficer)
Józef Kaiser (ur. 6 lipca 1897 w Wadowicach, zm. 1940 w ZSRR) – podpułkownik dyplomowany artylerii Wojska Polskiego, kawaler Orderu Virtuti Militari.

## Życiorys
Urodził się 6 lipca 1897 w Wadowicach, ówczesnym mieście powiatowym Królestwa Galicji i Lodomerii, w rodzinie Józefa i Karoliny z Matkowskich. Od 1908 do 1910 uczył się w gimnazjum w Krakowie, następnie w szkołach wojskowych c. i k. Armii w Ems, Krakowie i Wiedniu. Zdał maturę. Od 1 września 1916 do 17 sierpnia 1918 był słuchaczem Akademii Artylerii w Traiskirchen. Po jej ukończeniu został mianowany podporucznikiem i wysłany na front włoski, gdzie do listopada 1918 walczył w szeregach c. i k. Pułku Artylerii Polowej Nr 4 jako pierwszy oficer 4. baterii. 
12 grudnia 1918 wstąpił do Wojska Polskiego. 9 stycznia 1919 jako młodszy oficer 3. baterii 11 pułku artylerii polowej (później przemianowanej na 6. baterię 4 pułku artylerii polowej) został wysłany z Krakowa na front w Małopolsce Wschodniej przeciwko Ukraińcom. Następnie walczył na wojnie z bolszewikami. 
Na początku 1921 został przeniesiony z 4 pap do baterii zapasowej 12 pułku artylerii polowej. 28 lutego 1921 został zatwierdzony z dniem 1 kwietnia 1920 w stopniu porucznika, w artylerii, w grupie oficerów byłej armii austro-węgierskiej. 15 listopada 1921 został przyjęty do Wyższej Szkoły Wojennej w Warszawie, w charakterze słuchacza II Kursu Normalnego. 1 października 1923, po ukończeniu kursu i otrzymaniu dyplomu naukowego oficera Sztabu Generalnego, został przydzielony do Dowództwa Piechoty Dywizyjnej 4 Dywizji Piechoty na stanowisko oficera sztabu. Został awansowany do stopnia kapitana ze starszeństwem z dniem 15 sierpnia 1924. Służył wówczas w dowództwie 4 Dywizji Piechoty, jego oddziałem macierzystym był 4 pułk artylerii polowej. Z dniem 1 sierpnia 1924 został przeniesiony z 4 DP do Oddziału Ogólnego Dowództwa Okręgu Korpusu Nr VIII w Toruniu na stanowisko referenta (etat Sztabu Generalnego). Od 1 czerwca 1926 do 21 września 1927 odbył praktykę liniową na stanowisku dowódcy 3. baterii 3 pułku artylerii polowej Legionów w Zamościu. W międzyczasie (od 20 lipca do 11 października 1926) pełnił obowiązki szefa sztabu 3 Dywizji Piechoty Legionów w tym samym garnizonie. 23 września 1927 został oficerem do prac przy dowódcy Okręgu Korpusu Nr II i generale inspekcjonującym, gen. dyw. Władysławie Jungu. 6 grudnia 1928 został przydzielony do Dowództwa Okręgu Korpusu nr II w Lublinie na stanowisko kierownika Referatu Wyszkolenia i Oddziału Wyszkolenia. Od września 1929 był kierownikiem Referatu Transportowego w Sztabie Głównym. Z dniem 18 lutego 1931 został przeniesiony z Oddziału IV Sztabu Głównego do Szefostwa Komunikacji Wojskowych. 2 kwietnia 1932 został odkomenderowany na II pięciomiesięczny Kurs Doskonalający dla oficerów artylerii w Szkole Strzelania Artylerii w Toruniu. 9 października 1933 został przeniesiony do 18 pułku artylerii lekkiej w Ostrowi Mazowieckiej na stanowisko dowódcy I dywizjonu. 4 lutego 1934 prezydent RP nadał mu z dniem 1 stycznia 1934 stopień majora w korpusie oficerów artylerii i 35. lokatą. 9 lutego tego roku został przesunięty na stanowisko dowódcy III dywizjonu. 7 czerwca 1934 roku ogłoszono przeniesienie do 28 Dywizji Piechoty w Warszawie na stanowisko szefa sztabu. Na stopień podpułkownika został mianowany ze starszeństwem z 19 marca 1939 i 37. lokatą w korpusie oficerów artylerii. W tym czasie pełnił służbę w 5 pułku artylerii lekkiej we Lwowie na stanowisku dowódcy II dywizjonu.
W czasie kampanii wrześniowej 1939 roku był szefem Oddziału I Sztabu Armii „Prusy”. Po agresji ZSRR na Polskę z 17 września 1939 na terenach wschodnich II Rzeczypospolitej został aresztowany przez Sowietów. Był przetrzymywany w Samborze, po czym w maju 1940 został przewieziony do więzienia przy ulicy Karolenkiwskiej 17 w Kijowie. Tam został zamordowany przez NKWD prawdopodobnie na wiosnę 1940. Jego nazwisko znalazło się na tzw. Ukraińskiej Liście Katyńskiej opublikowanej w 1994 (został wymieniony na liście wywózkowej 56/3-116 oznaczony numerem 1201; jego tożsamość została podana jako Józef Kajzer). Ofiary tej części zbrodni katyńskiej zostały pochowane na otwartym w 2012 Polskim Cmentarzu Wojennym w Kijowie-Bykowni.

## Ordery i odznaczenia
- Krzyż Srebrny Orderu Virtuti Militari nr 627[1] – 13 kwietnia 1921[19][20]
- Krzyż Walecznych czterokrotnie[15][21]
- Złoty Krzyż Zasługi – 19 marca 1936 „za zasługi w służbie wojskowej”[22][23]
- Srebrny Krzyż Zasługi – 25 maja 1929 „za zasługi na polu wyszkolenia wojska”[24][15]
- Medal Pamiątkowy za Wojnę 1918–1921[25]
- Medal Dziesięciolecia Odzyskanej Niepodległości[25]